# Virbia medarda
Virbia medarda là một loài bướm đêm thuộc phân họ Arctiinae, họ Erebidae.